# James Mangold
James Mangold (New York, 1963. december 16. –) amerikai filmrendező és forgatókönyvíró.

## Élete

### Fiatalkora és tanulmányai
New York Cityben született, Robert Mangold és Sylvia Plimack Mangold művészek fiaként. A Washingtonville High School elvégzése után jelentkezett a California Institute of the Arts film/video programjába. Harmadéves korában tanára, Alexander Mackendrick ajánlatára a CalArts School of Theaterben kezdett tanulmányokba, színészként is. 1985-ben, a diplomaszerzés után hamar sínre került karrierje, köszönhetően rövidfilmjei jó visszajelzéseinek. 21 évesen írói-rendezői szerződést kapott a Disneynél, s 1988-ban megírta az Olivér és társai című rajzfilm forgatókönyvét, azonban lassacskán kiábrándult a stúdióból. Pár évvel később úgy döntött, New Yorkban kezdi újra, s jelentkezett a Columbia Egyetem filmiskolájába. Ez idő alatt készült el első két saját filmje, a Heavy és a Cop Land.

### Karrierje
Mangold 1995-ben készítette el első egész estés filmjét, a Heavyt, ami a Sundance Filmfesztiválon elnyerte a rendezői díjat. Két évvel később írta meg és rendezte a Copland című krimit Sylvester Stallone, Robert De Niro, Harvey Keitel és Ray Liotta főszereplésével. A filmet Stallone kiemelkedő alakításáért méltatták, Mangold következő filmje, az Észvesztő pedig Angelina Jolie karrierjében vált mérföldkővé: a színésznő elnyerte a legjobb női mellékszereplőnek járó Oscar-díjat. A 2001-es Kate és Leopoldban Mangold színészként is közreműködött egy kisebb szerepben, míg a főszereplő, Hugh Jackman Golden Globe-jelölést kapott. Ezt követte az Azonosság, amelyben Mangold másodjára dolgozott együtt Ray Liottával. Egyik legnagyobb sikere a Johnny Cash életét feldolgozó A nyughatatlanhoz fűződik; a filmet számtalan díjra, köztük öt Oscarra jelölték, s a női főszereplő, Reese Witherspoon el is nyerte az Akadémia kitüntetését. Az Elmore Leonard novelláján alapuló Börtönvonat Yumába a western műfajának állított 21. századi emléket Russell Crowe és Christian Bale méltatott alakításával, míg a Kéjjel-nappal nyári akció-vígjáték volt Tom Cruise és Cameron Diaz főszereplésével. Mangold filmes tevékenysége mellett A férfi fán terem című televíziós sorozat producere is volt.

### Magánélete
A Copland forgatása alatt ismerte meg későbbi feleségét, Cathy Konrad producert, aki a továbbiakban állandó munkatársává vált. 1998. augusztus 7-én házasodtak össze.

## Filmográfia

### Film
| Év   | Magyar cím                       | Eredeti cím                           | Feladatkör | Feladatkör              | Feladatkör | Megjegyzések             |
| Év   | Magyar cím                       | Eredeti cím                           | Rendező    | Író                     | Producer   | Megjegyzések             |
| ---- | -------------------------------- | ------------------------------------- | ---------- | ----------------------- | ---------- | ------------------------ |
| 1988 | Olivér és társai                 | Oliver & Company                      | Nem        | Társíró                 | Nem        |                          |
| 1995 | Életgyáva                        | Heavy                                 | Igen       | Igen                    | Nem        |                          |
| 1997 | Cop Land                         | Cop Land                              | Igen       | Igen                    | Nem        |                          |
| 1999 | Észvesztő                        | Girl, Interrupted                     | Igen       | Igen                    | Nem        |                          |
| 2001 | Kate és Leopold                  | Kate & Leopold                        | Igen       | Igen                    | Nem        |                          |
| 2001 |                                  | Lift                                  | Nem        | Nem                     | Igen       |                          |
| 2003 | Azonosság                        | Identity                              | Igen       | Stáblistán nem szerepel | Nem        | forgatókönyv átdolgozása |
| 2005 | A nyughatatlan                   | Walk the Line                         | Igen       | Igen                    | Nem        |                          |
| 2007 | Börtönvonat Yumába               | 3:10 to Yuma                          | Igen       | Nem                     | Nem        |                          |
| 2010 | Kéjjel-nappal                    | Knight and Day                        | Igen       | Stáblistán nem szerepel | Nem        | forgatókönyv átdolgozása |
| 2013 | Farkas                           | The Wolverine                         | Igen       | Nem                     | Nem        |                          |
| 2017 | Logan – Farkas                   | Logan                                 | Igen       | Igen                    | Vezető     |                          |
| 2017 | A legnagyobb showman             | The Greatest Showman                  | Nem        | Nem                     | Vezető     |                          |
| 2019 | Az aszfalt királyai              | Ford v Ferrari                        | Igen       | Nem                     | Igen       |                          |
| 2020 | A vadon hívó szava               | The Call of the Wild                  | Nem        | Nem                     | Igen       |                          |
| 2023 | Indiana Jones és a sors tárcsája | Indiana Jones and the Dial of Destiny | Igen       | Igen                    | Nem        |                          |
| 2024 | Deadpool & Rozsomák              | Deadpool & Wolverine                  | Nem        | Sztori                  | Nem        | sztori tanácsadó         |
| 2024 | Sehol se otthon                  | A Complete Unknown                    | Igen       | Igen                    | Igen       | filmzenei producer       |

### Televízió
| Év        | Magyar cím                 | Eredeti cím             | Feladatkör | Feladatkör | Feladatkör      | Megjegyzések        |
| Év        | Magyar cím                 | Eredeti cím             | Rendező    | Író        | Vezető producer | Megjegyzések        |
| --------- | -------------------------- | ----------------------- | ---------- | ---------- | --------------- | ------------------- |
| 1986      |                            | The Disney Sunday Movie | Nem        | Igen       | Nem             | 1 epizód            |
| 1992      |                            | Claymation Easter       | Nem        | Sztori     | Nem             | animációs rövidfilm |
| 2006      | A férfi fán terem          | Men in Trees            | Igen       | Nem        | Igen            | 1 epizód            |
| 2012      | 22-es körzet – a bűn utcái | NYC 22                  | Igen       | Nem        | Nem             | 1 epizód            |
| 2012      |                            | Vegas                   | Igen       | Nem        | Igen            | 1 epizód            |
| 2015–2017 | Zoo – Állati ösztön        | Zoo                     | Nem        | Nem        | Igen            |                     |
| 2017–2018 | Kárhozat                   | Damnation               | Nem        | Nem        | Igen            |                     |
| 2019–2022 | Város a hegyen             | City on a Hill          | Nem        | Nem        | Tanácsadó       |                     |